# Fjodor Chitroek
Fjodor Saveljevitsj Chitroek (Russisch: Фёдор Савельевич Хитрук) (Tver, 1 mei 1917 – Moskou, 3 december 2012) was een Russische animator en regisseur van animatiefilms. Hij werkte mee aan bijna honderd films en maakte twaalf films als regisseur. Zijn film De geschiedenis van een misdaad luidde een nieuw tijdperk in de Russische animatie in. Met zijn animaties won hij talrijke prijzen in binnen- en buitenland, waaronder een Gouden Palm.

## Biografie
Chitroek verhuisde met zijn familie in 1931 naar Duitsland, waar hij commerciële kunst studeerde in Stuttgart. Terug in Rusland studeerde hij grafisch ontwerp in Moskou en studeerde hierin af in 1936. Twee jaar later werd hij animator bij het net opgerichte Sojoezmoeltfilm, waar hij meewerkte aan films voor kinderen. Zijn belangstelling voor animaties was gewekt na het zien van de Walt Disney-tekenfilm Three Little Pigs (1933), zo vertelde hij later.
Na de oorlog ging hij in militaire dienst, waar hij tot 1948 werkte als Duits-Russisch vertaler. Hierna werd hij weer actief in animatie en werkte hij mee aan films van de 'Russische Disney' Ivan Ivanov-Vano, zoals De Sneeuwkoningin en een versie van Pinokkio. 

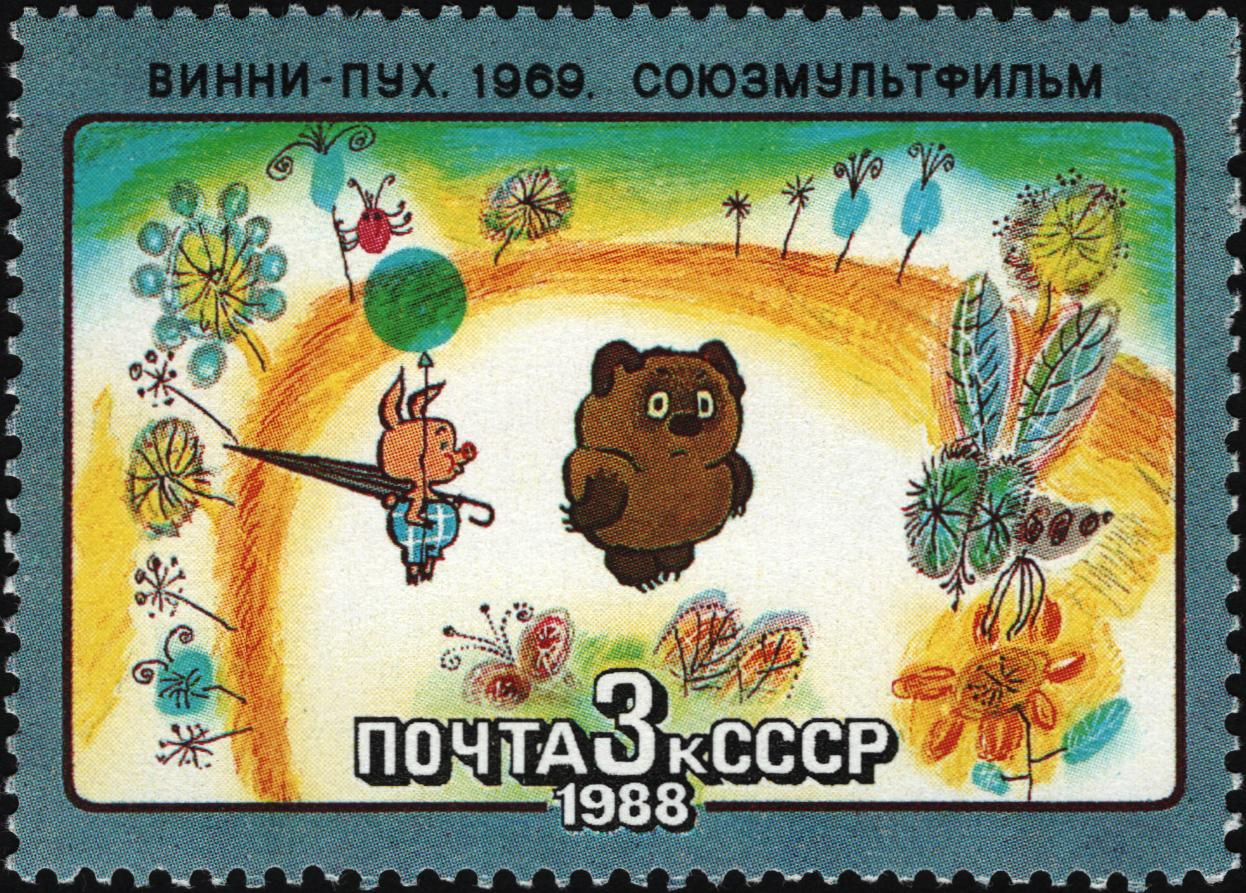
Postzegel uit de Sovjet-Unie, met Winnie de Poeh van Chitroek (1988)

Vanaf 1962 werkte hij als regisseur. In dat jaar maakte hij Het verhaal van een misdaad, dat meteen veel succes had. In de jaren erna maakte hij nog meer veelgeprezen films, zoals De man in de lijst (Chelovek v ramke, 1966), de parabel Eiland (Ostrov, 1973), de parodie Film film film! (1968) en de anti-oorlogsfilm De leeuw en de stier" (Lev y byk, 1984). Ook maakte hij een biografische film over Friedrich Engels en drie films over Winnie de Poeh, die tot op de dag van vandaag op de Russische televisie worden vertoond. 
Het werk van Chitroek week af van de naturalistische Disney-stijl die in de jaren vijftig en zestig in Rusland gangbaar was. Zijn stijl was laconiek, niet-triviaal en levendig. Zijn Het verhaal van een misdaad wordt gezien als een keerpunt en het beginpunt van de wedergeboorte van de Russische animatie na decennialang in de schaduw van het socialistisch realisme te hebben verkeerd.
In april 1993 richtten Chitroek, Joeri Norstein, Andrej Chrzjanovski en Edoeard Nazarov een animatieschool en -studio op, genaamd Sjar. In 2008 publiceerde hij een tweedelig boek over animatie: Het beroep van Animatie.
In 1998 maakte Otto Alder een documentaire over Chitroek, waarin collega-animators en andere filmmakers, zoals Michail Adasjin en Aleksandr Tatarski hem roemden.
Chitroek werd verschillende keren onderscheiden in eigen land en won vele prijzen op (animatie-)filmfestivals in binnen- en buitenland. Zo won hij in 1974 in Cannes een Gouden Palm voor Eiland en een jaar later kreeg hij op hetzelfde filmfestival de speciale juryprijs voor Ik geef je een ster. In 2006 kreeg hij een juryprijs op het Festival International du Film d'Animation d'Annecy voor zijn verdiensten in de animatie. In datzelfde jaar kreeg hij een Nika (de Russische tegenhanger van de Oscar) in de categorie "Eer en Waardigheid" een prijs voor zijn hele oeuvre.
Chitroek woonde in Moskou, waar hij op 95-jarige leeftijd overleed.
Chitroek is de grootvader van de violiste Anastasia Chitroek.

## Filmografie (selectie)
- De geschiedenis van een misdaad (1962)
- Othello, 1967
- Film film film!, 1968
- Winnie de Poeh, 1969
- Een jongeman genaamd Engels-Een portret in brieven, 1970
- Eiland, 1973
- Ikarus en de wijze mannen, 1976

## Documentaire
- The Spirit of Genius, documentaire over Chitroek door Otto Alder, 1998